# Ridderorden in Nieuw-Zeeland
De voormalige Britse kolonie Nieuw-Zeeland heeft ook als onafhankelijke staat nog jarenlang de Britse ridderorden gebruikt. In 1995 werd het decoratiestelsel herzien. Elizabeth II, Koningin van Nieuw-Zeeland en "fount of all honour" stichtte drie ridderorden. De Canadese "Order of Canada" diende als voorbeeld.
- De Orde van Goede Diensten (Engels: "Queen's Service Order") 1975
- De Orde van Nieuw-Zeeland (Engels: "Order of New Zealand") 1987
- De Orde van Verdienste (Engels: "New Zealand Order of Merit") 1996

Het Nieuw-Zeelandse Ministerie van Defensie noemt ook de "New Zealand Distinguished Service Decoration" en de "New Zealand Antarctic Medal" als orden.
De regering van Nieuw-Zeeland koos in een geleidelijke hervorming tussen 1974 en 2009 voor een meer egalitair systeem dan het decoratiestelsel van het Verenigd Koninkrijk. Het is ook een breuk met de afhankelijkheid van de Britse regering. Omdat Nieuw-Zeeland de Britse Koningin als staatshoofd heeft worden de aan haar persoon verbonden ridderorden, orden waarop de regering in Londen geen invloed heeft, ook nu nog in Nieuw-Zeeland verleend. Het gaat om drie ridderorden. De Nieuw-Zeelandse regering beschouwt deze orden als "dynastieke orden".
- De Orde van de Kouseband
- De Orde van Verdienste
- De Koninklijke Orde van Victoria

Nieuw-Zeeland verleende van 2000 tot 2009 geen adeldom meer en ook aan de hoogste graden in de Orde van Verdienste was sinds dat jaar geen adeldom meer verbonden. In 2008 werd het gebruik om verdienste met verheffing in de adelstand te belonen weer opgepakt. De dragers van de hoogste Nieuw-Zeelandse onderscheidingen konden in 2009 kiezen of ze de adellijke titel van Sir of Dame alsnog zouden gaan gebruiken.
Ook de Orde van Sint-Jan (Engels" The Order of St John" of "The Most Venerable Order of the Hospital of St John of Jerusalem" heeft een priorij in Nieuw-Zeeland. De Gouverneur-generaal is ambtshalve prior.